# Zarzuela del Monte
Zarzuela del Monte é um município da Espanha na província de Segóvia, comunidade autónoma de Castela e Leão, de área 28,42 km² com população de 524 habitantes (2004) e densidade populacional de 18,44 hab/km².

## Demografia
| Variação demográfica do município entre 1991 e 2004 | Variação demográfica do município entre 1991 e 2004 | Variação demográfica do município entre 1991 e 2004 | Variação demográfica do município entre 1991 e 2004 |
| --------------------------------------------------- | --------------------------------------------------- | --------------------------------------------------- | --------------------------------------------------- |
| 1991                                                | 1996                                                | 2001                                                | 2004                                                |
| 540                                                 | 532                                                 | 547                                                 | 524                                                 |